# Menhir de Uyea Breck
Le menhir de Uyea Breck est un mégalithe situé dans l'archipel des Shetland, en Écosse.

## Situation
La pierre se dresse dans un pâturage du hameau de Clivocast situé dans le sud-est de l'île d'Unst, à environ 1,5 km à l'est-sud-est du village de Uyeasound (en).
À environ 2,5 km à l'est-nord-est du menhir se trouve le château de Muness.

## Description
Il s'agit d'un menhir datant de l'Âge du bronze mesurant environ 3 m de hauteur pour une largeur maximale de 86 cm et une épaisseur maximale de 38 cm,. Selon Rodney Castleden, la pierre se compose de schiste et mesure 3 m de haut.
Selon une légende locale, la pierre marque l'endroit où l'un des fils du roi Harald Ier de Norvège a été tué autour de l'an 900.